# Джантаев, Шабдан
Шабда́н Джанта́ев (кирг. Шабдан Жантай уулу; более известен как Шабда́н-батыр (кирг. Шабдан-баатыр); 29 октября 1839, Чон-Кеминская долина (совр. Кеминский район Кыргызстана) — 6 апреля 1912, Токмакский уезд, Семиреченская область, Российская империя) — киргизский государственный и военный деятель, манап, Токмакский старшина.

## Ранние годы
Родился 29 октября 1839 года в племени Сарыбагыш на территории нынешнего Кеминского района Кыргызстана в семье Джантая Карабекова, манапа (феодального правителя) сарыбагышских киргизов и потомка знаменитого Атаке-батыра. С ранних лет отец готовил Шабдана на роль своего будущего преемника, воспитывая его в согласии с моральными принципами степных кочевников, к коим относились преданность людям, усердие, честь, военная храбрость, и уважение к окружающей среде.
В 1850 году Пишпекский бек Атабек отправил его в качестве заложника (их называли «Эшик ага бек») ко двору кокандского Малла-хан. Одновременно с ним в ханской орде служили, ставшие впоследствии известными фигурами в кыргызском обществе, баргинец Алымбек-датка, Байсеит батыр из рода Солто, бугинец Кыдыр и другие.
В 1860 году Шабдан Джантаев в составе войска Канаат-шаха участвовал в Узун-Агачском сражении против русской армии. В этом бою кокандцы потерпели поражение, а Шабдан впервые воочию увидел превосходство армии и оружия русского государства. Эта битва практически положила конец правлению кокандских феодалов в северной части Киргизии. Оставаясь ещё при ханском дворе, весной 1862 года Шабдан принял участие в обороне Ташкента от мятежников. Его храбрость, смелость и решительность при боевых действиях были замечены, и кокандский хан назначил Шабдана беком города Хазрет-и Султан (современный Туркестан), а народ стал называть его Шабдан-батыр.

## В союзе с Россией
В 1862 году русские берут крепости Ак-Суу и Мерке. Разрозненные племена чуйских кыргызов, не могли противостоять царским войскам, поэтому изъявляют покорность русской власти. За то, что его отец признал русскую власть Джантаев был заключён в тюрьму в Пишпеке, откуда сумел сбежать, а осенью 1862 года кокандская власть в Пишпеке и Токмаке была низложена. Вскоре русская власть устанавливается на всей территории северной Киргизии и в 1867 году образуется Туркестанское генерал-губернаторство.
В 1868 году, токмакский уездный начальник майор Загряжский отправился по киргизским кочевьям с целью переписи податного населения, разбивки аилов на волости и выбора волостных старшин. Шабдан Джантаев отправился на Тянь-Шань со своими джигитами в качестве его помощника.

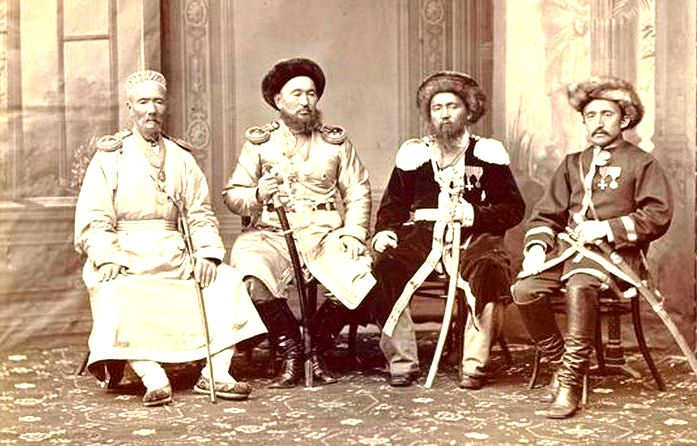
Представители Семиреченской области на коронации Александра III в 1883 году. Слева направо: Дунганин Мухаммед Ма Цун (Ма Ахун), уйгур Бушри Жалилов, киргиз манап Шабдан Жантаев, переводчик Абдулбасит Юсупов.

В местности Кетмень-Тюбе, в районе бывших кочевий саякского манапа Осмона Тайлакова, Загряжский с переводчиком и писарем отделился от основного отряда и отправился в ближайший аил. Несмотря на настойчивое предложение Шабдана взять с собой нескольких воинов, майор отказался, сославшись на безопасное расстояние относительно Коканда — ближайшего врага российских властей. Однако опасность представляли не кокандцы, а подстрекаемый британцами кашгарский правитель Якуб-бек, и перешедший на его сторону Осмон Тайлаков. Опасения Джантаева подтвердились: в первую же ночь люди Якуб-бека, ведомые Тайлаковым, устроили облаву на спящих русских. Юрта Загряжского, где хранились подарки, предназначенные для волостных старшин, была разграблена, а сам уездный начальник чудом остался жив, укрывшись в лесу. Когда Шабдану доложили о случившемся, он незамедлительно отправился на помощь Загряжскому и к рассвету настиг отряды Тайлакова, обратив их в бегство.
За спасение начальника Токмакского уезда Шабдан-батыр был награждён золотой медалью и почётным халатом второй степени.

## Государственная деятельность
Согласно распространённой версии, именно при посредничестве Шабдан-батыра состоялось примирение между российскими властями и «Алайской царицей» Курманджан Даткой, возглавившей сопротивление российской экспансии во время Туркестанских походов, в 1876 году. Также немало противоречий вызывает якобы продаже части Чуйской долины казахам за 40 скакунов.
Ещё одной заслугой Шабдан-батыра стало послание им письма Скобелеву с ходатайством об освобождении более ста киргизов и казахов, приговорённых к смертной казни за вооружённый протест против переселения русских на киргизские земли. Благодаря его вмешательству все они были отпущены на волю.
Российские власти высоко ценили деятельность Шабдана Джантаева. За большой вклад в развитие российско-киргизских отношений Шабдан-батыру в 1883 г. был пожалован казачий чин войскового старшины, аналогичный чину полковника. Помимо этого, манап удостоился ряда российских наград, в том числе Георгиевского креста 4-й степени, двух больших медалей на Станиславской и Анненской лентах; знаком Общества Красного Креста, медалью в память покорения Кокандского ханства, золотыми часами с цепочкой и т. д.. В 1883 году Шабдан-батыр посетил церемонию коронации императора Александра III в Москве.
Шабдан-батыр занимался и социальными проблемами. Несмотря на его собственный недостаток образования, он приложил огромные усилия к тому, чтобы развить систему образования для своих соотечественников. В 1909 году силами Джантаева было открыто частное медресе в Кемине, куда были приглашены самые известные и уважаемые преподаватели Средней Азии. Кроме того, Шабдан отправлял киргизских детей учиться грамматике в Русскую Школу Грамматики в Верном (совр. Алма-Ата), а также послал петицию на имя императора Николая II с просьбой о содействии созданию мусульманских собраний, открытию медресе и школ, где дети киргизов могли бы учиться на их родном языке,о праве собственности киргизов на землю, о введении в состав законодательных органов представителей коренных народов.

## Смерть
Скончался 6 апреля 1912 года в возрасте 72 лет. Незадолго до смерти он получил именную пенсию и 300 га земли, которыми, однако, не успел воспользоваться и, согласно официальным документам, умер в нищете. По воспоминаниям современников, его оплакивали тысячи людей. Калмурза-акын отзывался о Шабдан-батыре следующим образом: «Слабым он давал силу, бедняков обеспечивал домашним скотом, бездомных — крышей над головой, не услышанным укреплял голос, безверным возвращал веру».

## Семья

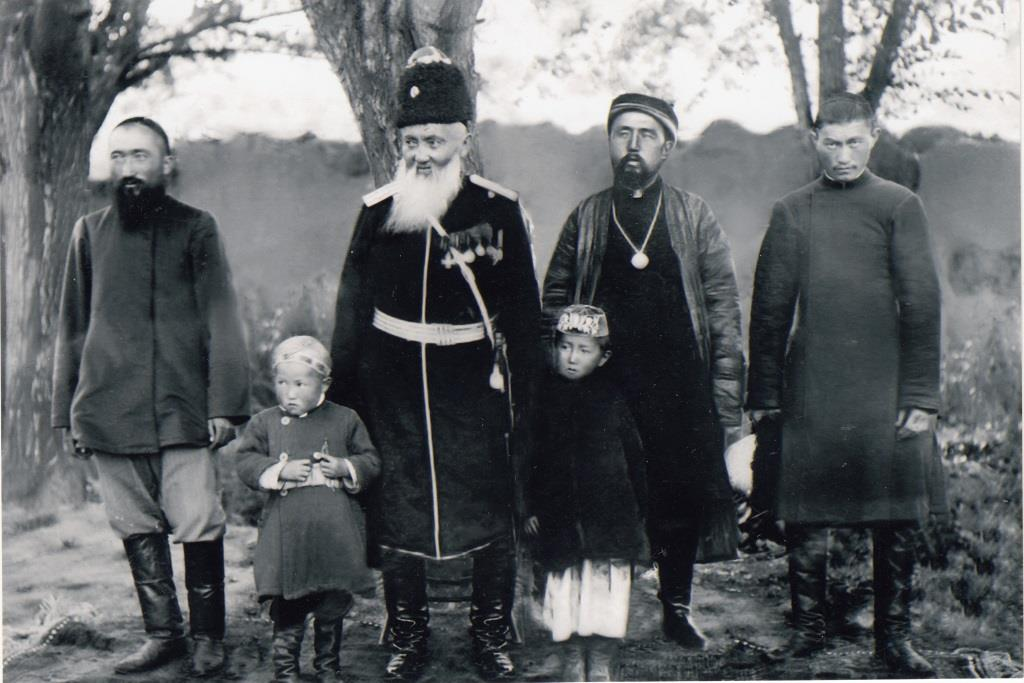
Шабдан-батыр и его потомки (слева направо): Аман Шабдан уулу, Ажыкабыл Кемел уулу (внук Шабдана), Шабдан Жантай уулу, внучка Шабдана, Абдрахман Естебесов (волостной управитель), джигит Абдрахмана, 1908 г.

Сведенья о семейной жизни Шабдана Джантаева неполные. Известно, что у него было четыре жены: Шааке, Уполь, Айму-хан и Меерхан, родившие ему девять сыновей и одну дочь. Известны имена четырёх из них:
- Сын — Мокуш Шабданов (1873—1933)[11], у него сын Ажыйман Шабданов (1905—1939), Мокуш арестован 16 марта 1927, приговор 3 года ИТЛ, второй раз арестован в 1933 году[12], погиб в тюрьме через пять дней после ареста. Его сын Ажыйман (или Аджиман), автор первых учебников для школ, был арестован 20 декабря 1933 года, обвинён в создании Социал-Туранской партии[13][14] и 26 октября 1939 года приговорён к смертной казни Ошским окружым судом[15].
- Сын — Аман Шабдан уулу[13]
- Сын  —  Самудин[b], у него сыновья от разных браков Мажит Шабданов и Абдылдабек Тайгуронов (1920-1976), был усыновлён другом отца, его дочь Жаңыл Абдылдабек кызы Тайгуронова (1947-2021), хранительница архива Шабдана-батыра, публикатор документов.
- Сын —  Кемел Шабданов (1881/1882-?), способствовал возвращению киргизских беженцев из Китая после восстания 1916 года[13], первый арест 29 марта 1925 - срок 3 года ИТЛ[17], второй арест 11 мая 1933 - 5 лет ИТЛ[18]. Его сын Ажыкабыл (Ажыгабыл) Шабданов (1905-?) и дочь Зуура (писала стихи)[19]. Аж. Шабданов арестован 1 января 1937, получил срок 15 лет ИТЛ, около 20 лет был в заключении, освободился после 1956 г[13][20].
- Дочь — Бюби Г̣амзах̮а̄н или Г̣унчах̮а̄н (1898-1911) расшифровка записи на памятнике[21]
- Дочь — Джамалган Биби (1902-1911) расшифровка записи на памятнике[21]
- Брат (младший) — Төлө ажы, его сын Ыбрайым Төлө ажы уулу, участник захвата обоза с оружием в ущелье Боом во время восстания 1916 года, и автор описания этого события[13].
- Брат — Мамыт Аджи (Махмуд-хаджи), (1840-1910) расшифровка записи на памятнике[21]
- Брат — Иман Али хаджи (?-1904?) умер 57 лет, расшифровка записи на памятнике[21]

## Память
Памятник Шабдану Джантаеву установлен в 1980 г. на Аллее Молодежи, ниже национальной филармонии им. Токтогула Сатылганова.

## Комментарии
1. ↑  По другим сведениям у Шабдана было 9 жён[9]
2. ↑  Вероятно, он под именем Шабданов Исамудун (1874 г. р.) был арестован 24 марта 1927 г. и приговорён к 3 годам ИТЛ[16]